# 威廉森 (紐約州普查規定居民點)
威廉森（英語：Williamson）是位於美國紐約州韋恩縣的普查規定居民點。

## 人口
根據2020年美國人口普查的數據，威廉森的面積為9.96平方千米，當中陸地面積為9.95平方千米，而水域面積為0.01平方千米。當地共有人口2418人，而人口密度為每平方千米242.77人。